# Berookte priemkever
De berookte priemkever (Bembidion fumigatum) is een keversoort uit de familie van de loopkevers (Carabidae). De wetenschappelijke naam van de soort werd in 1812 gepubliceerd door [[Caspar Erasmus Duftschmid]].